# Hrabstwo Roane (Tennessee)
Hrabstwo Roane (ang. Roane County) – hrabstwo w stanie Tennessee w Stanach Zjednoczonych. Obszar całkowity hrabstwa obejmuje powierzchnię 394,98 mil² (1022,99 km²). Według szacunków United States Census Bureau w roku 2009 miało 53 508 mieszkańców.
Hrabstwo powstało w 1801 roku.

## Miasta
- Harriman
- Kingston
- Oak Ridge
- Rockwood[4]

## CDP
- Midtown[4]

| Populacja hrabstwa w poprzednich latach | Populacja hrabstwa w poprzednich latach |
| Rok                                     | Liczba ludności                         |
| --------------------------------------- | --------------------------------------- |
| 1980                                    | 47 715                                  |
| 1990                                    | 47 227                                  |
| 2000                                    | 51 910                                  |
| 2005                                    | 52 889                                  |